# مووادو
مووادو (انگلیسی: Movado) ساعت‌ساز آمریکایی است. مووادو در اسپرانتو به معنای «همیشه در حرکت» است. اصالت مووادو در لشو دو فوند، سوئیس ریشه می‌گیرد.